# Digny
Digny é uma comuna francesa na região administrativa do Centro, no departamento Eure-et-Loir. Estende-se por uma área de 40,15 km². Em 2010 a comuna tinha 1 005 habitantes (densidade: 25 hab./km²).